# والتر رانگلی
والتر رانگلی (انگلیسی: Walter Rangeley; ۱۴ دسامبر ۱۹۰۳ – ۱۶ مارس ۱۹۸۲) ورزشکار دو و میدانی اهل بریتانیا بود.